# Rosita Serrano
Rosita Serrano, nombre artístico de María Martha Esther Aldunate del Campo (Quilpué,10 de junio de 1912- Santiago, 6 de abril de 1997) fue una cantante y actriz chilena de gran éxito en Alemania en el periodo 1937-1943, cuando llegó a ser conocida como die chilenische Nachtigall (el Ruiseñor Chileno).

## Vida personal
Fue hija del diplomático Héctor Aldunate Cordovés y de la soprano Sofía del Campo de la Fuente. Entre 1947 y 1963, estuvo casada con el millonario judío sefardí Jean Aghion, radicado en Egipto desde 1952. Residió en diferentes países de Asia y Europa hasta cuando falleció su esposo. Posteriormente, se casó con el artista alemán Will Williams.

## Carrera profesional

### Inicios y llegada a Alemania
El ascenso de su carrera artística se inició con una gira internacional junto a su madre en 1930, cuando visitó Brasil, España, Francia y Portugal, entre otros países, hasta llegar en 1936 a Berlín. Allí se presentó en el Teatro Metropolitano, donde fue ovacionada por su voz aterciopelada, simpatía, distinción y belleza latina. Adoptó como nombre artístico el de Rosita Serrano.

### Relación con el Tercer Reich
El compositor, director de orquesta y pianista austroalemán Peter Kreuder (1905-1981) la promovió y le consiguió un contrato discográfico con Telefunken. Serrano alcanzó gran éxito al cantar en alemán composiciones como «Roter Mohn (Roter Mohn, warum welkst du denn schon?)», «Schön die Musik», «Küß mich, bitte, bitte, küß mich», «Und die Musik spielt dazu», «Der Onkel Jonathan» y «Der kleine Liebesvogel» durante el auge de la Alemania nazi. Kreuder aprovechó para introducirla en las esferas del régimen nazi y Serrano llegó a participar en varios mítines y ceremonias nacionalsocialistas. Sus canciones fueron muy difundidas en las emisoras afines al Reich. 
Más adelante, declaró que nunca tuvo afinidad política alguna ni fue nazi, a pesar de que en sus grabaciones llevaba el emblema del águila nazi en su vestimenta.
Entre 1938 y 1941, obtuvo diferentes papeles en filmes alemanes. Mantuvo una muy buena relación con la prensa nacionalsocialista: participó en varios recitales y ceremonias del Tercer Reich y adquirió el estatus y conducta social de una diva. De hecho, se ganó el afecto de Adolfo Hitler, quien llegó a enviarle una fotografía personal autografiada. En su momento, fue la musa del ministro de propaganda Joseph Goebbels y otros dignatarios; por ende, su carrera se potenció enormemente y se le abrieron las puertas a la elite alemana ganando un elevado estatus social. Grabó 118 canciones y, por los derechos de autor, sus ganancias en marcos alemanes fueron importantes.
Tal fue el éxito obtenido que la personalidad de Serrano adquirió los ribetes de una diva sin sospechar que su éxito era dependiente del régimen. Para Serrano, más que la política importaba el escenario y entregar su talento.
Sin embargo, en la década de 1940, Rosita Serrano empezó a dar conciertos a beneficio de judíos y daneses refugiados en Suecia, lo que provocó la fulminante y enfática antipatía y rechazo del régimen nazi, la requisa y prohibición de emitir sus discos y grabaciones en Alemania y un arresto por presunto espionaje; sus ingresos fueron confiscados.

### Carrera posterior

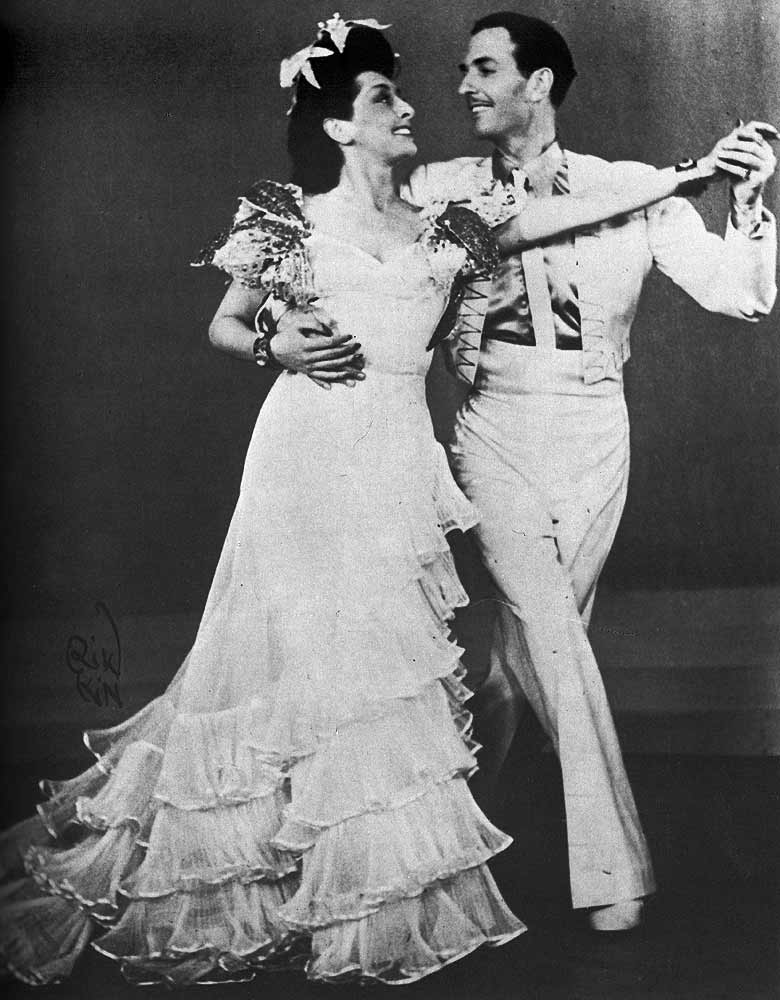
Rosita Serrano y Gustav Wally en 1946.

Fue repatriada a Chile desde Estocolmo en 1943 y solo volvió a Alemania para participar en las películas Schwarze Augen (1951) y Saison in Salzburg (1952). En julio de 1952, su esposo, Jean Aghion, perdió todos sus bienes cuando tuvo lugar el golpe de Estado llevado a cabo por el Movimiento de Oficiales Libres que derrocó al rey Faruq en Egipto.
Manuel Bianchi Gundián, embajador chileno en Inglaterra, la recibió en una recepción en su honor como un homenaje a su carrera; sin embargo, su carrera nunca volvió a brillar con el fulgor de antaño y en muchos casos se enfrentó a escenarios de rechazo por su supuesto pasado nazi, como el que le ocurrió en el Palacio de los Deportes de Berlín en 1953, cuando fue abucheada y Telefunken le canceló el contrato enterrando definitivamente su carrera en Europa. Comenzada la década de 1960, se inició el declive de Serrano. Fallecido su segundo esposo, quien había perdido la inmensa fortuna, estableció una relación con el dibujante Will Williams y deambuló por Alemania, Austria, Chile, otra vez Alemania, hasta regresar definitivamente a Chile. Llegó a Santiago en 1991, en precarias condiciones económicas, e intentó retomar su carrera cantando canciones en mapuche de Fernando Lecaros; su discografía en español es revivida en la hoy extinta Radio Nacional de Agricultura (actual Radio Agricultura).
La dictadura militar de Augusto Pinochet, quien era uno de sus admiradores, fue funesta para su vigencia radial cuando asumieron el poder los gobiernos de la Concertación. Nunca se le otorgó una pensión de gracia y, a medida que envejeció, sus ingresos menguaron a una progresiva situación de estrechez económica, viviendo rudimentariamente en la comuna de La Reina y luego en un precario departamento de la calle Catedral, en pleno centro de la capital chilena.
Murió de un edema pulmonar en el Hospital del Tórax en Santiago el 6 de abril de 1997, en condiciones de extrema indigencia.

## Filmografía
Entre 1938 y 1941, obtuvo diferentes papeles de cantante en seis películas alemanas de la Universum Film AG; mientras residía en Suecia participó en una película en 1944. Posteriormente, volvió a Alemania a filmar un par de cintas a principios de los años 1950:
1. A Revolução de Maio (1937)
2. Es leuchten die Sterne (1938)
3. Der Vierte kommt nicht (1939)
4. Bel Ami (1939)
5. Die kluge Schwiegermutter (1939)
6. Herzensfreud - Herzensleid (1940)
7. Anita und der Teufel (1941)
8. Ungdom med stil (1944)
9. Schwarze Augen (1951)
10. Saison in Salzburg (1952)

También participó en Toast of the town (1950), conducido por Ed Sullivan; en cinco telefilmes —Das grosse ABC (1953), Das wird Morgen vorbei sein (1961), Der vorvorletzte Tag (1962), Sing mir das Lied noch einmal (1979) y Mit Musik geht alles besser (1982)— y en el talk show Je später der Abend (1976).
Asimismo, parte de su repertorio musical fue incluido en las bandas sonoras de las cintas Das Boot (1981) de Wolfgang Petersen, La casa de los espíritus (1993) de Bille August, que contaron con la canción «La paloma», y Stalingrado (1993) de Joseph Vilsmaier, que incluyó el tema «Roter Mohn».